# El Cerro (Salamanca)
El Cerro ist ein Ort und eine westspanische Gemeinde (municipio) mit 365 Einwohnern (Stand: 2024) in der Provinz Salamanca in der Autonomen Region Kastilien-León. Neben dem Hauptort El Cerro gehört noch die Ortschaft Valdelamatanza zur Gemeinde.

## Lage
El Cerro liegt etwa 110 Kilometer südsüdwestlich von Salamanca und etwa 220 Kilometer westlich von Madrid in einer Höhe von ca. 955 m. Das Klima im Winter ist kühl, im Sommer dagegen durchaus warm; die eher Niederschlagsmengen (ca. 817 mm/Jahr) fallen – mit Ausnahme der nahezu regenlosen Sommermonate – verteilt übers ganze Jahr.

## Bevölkerungsentwicklung
| Jahr      | 1970 | 1981 | 1991 | 2001 | 2011 | 2021 |
| Einwohner | 842  | 692  | 631  | 546  | 463  | 397  |

Der deutliche Bevölkerungsrückgang seit den 1950er Jahren ist im Wesentlichen auf die Mechanisierung der Landwirtschaft sowie auf die Aufgabe von bäuerlichen Kleinbetrieben und den damit einhergehenden Verlust an Arbeitsplätzen zurückzuführen (Landflucht).

## Sehenswürdigkeiten
- Nikolauskirche (Iglesia de San Nicolás)
- Uhrenturm von 1890

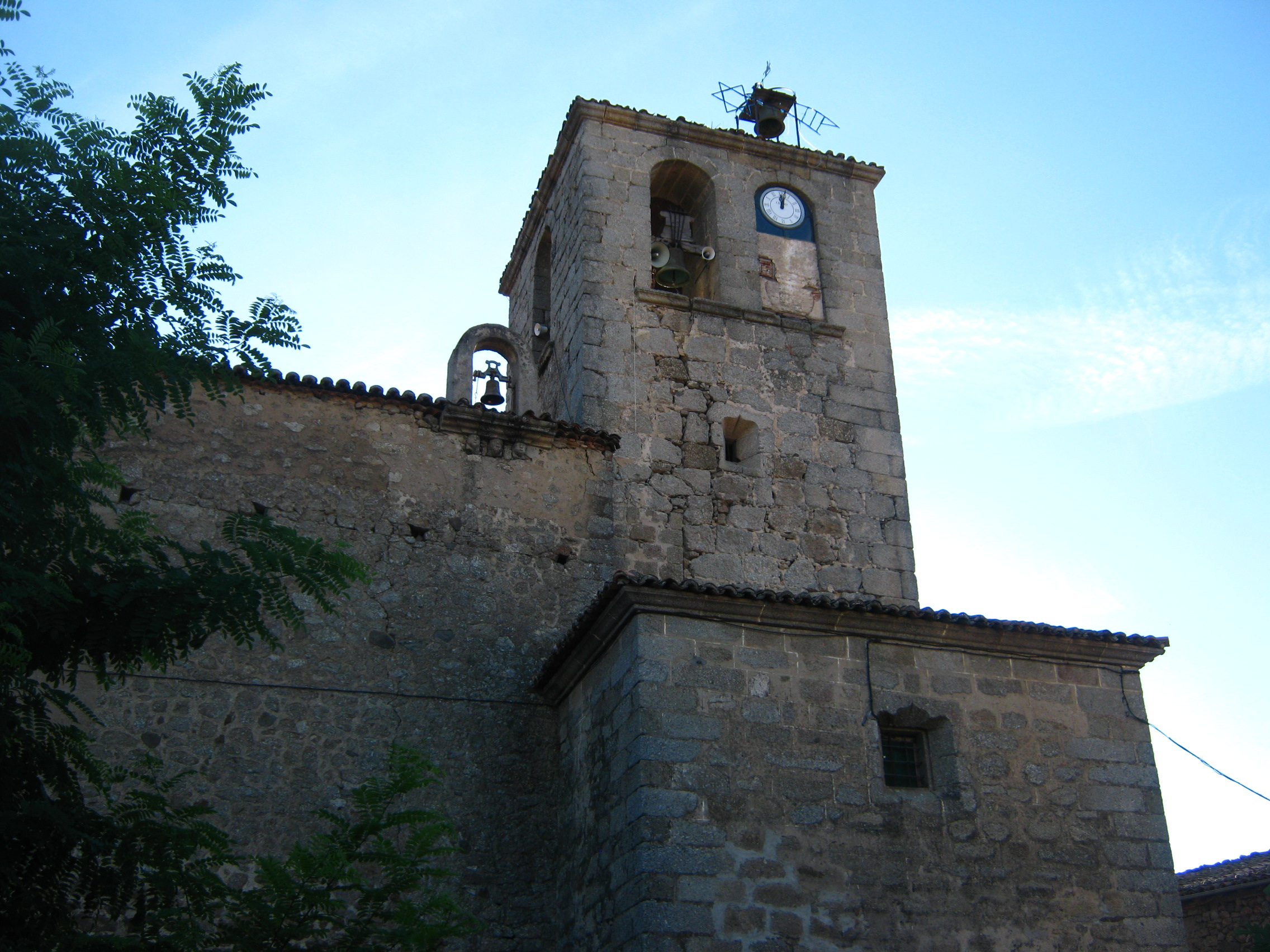
Nikolauskirche
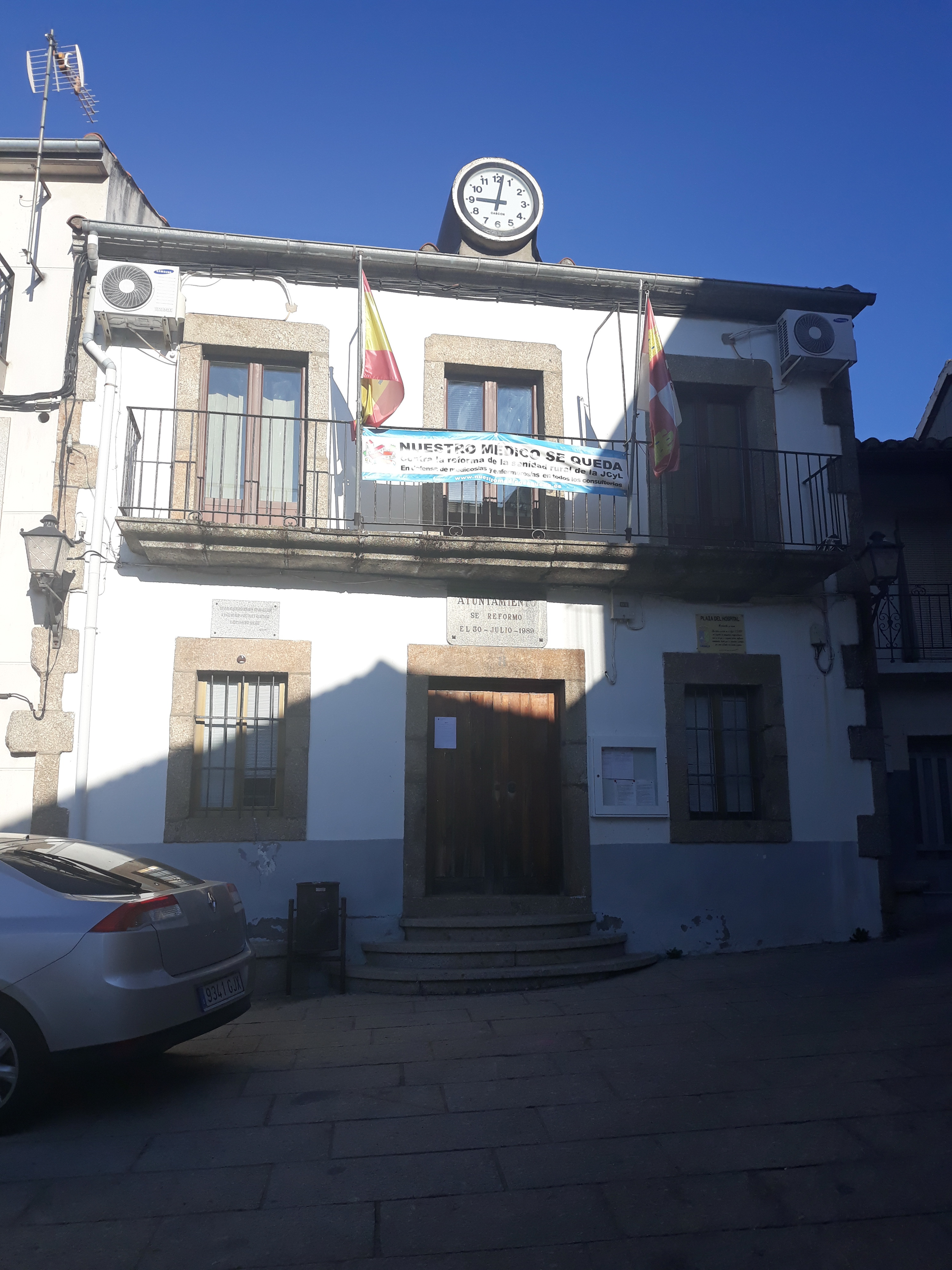
Rathaus